# Phùng Xá, Thạch Thất

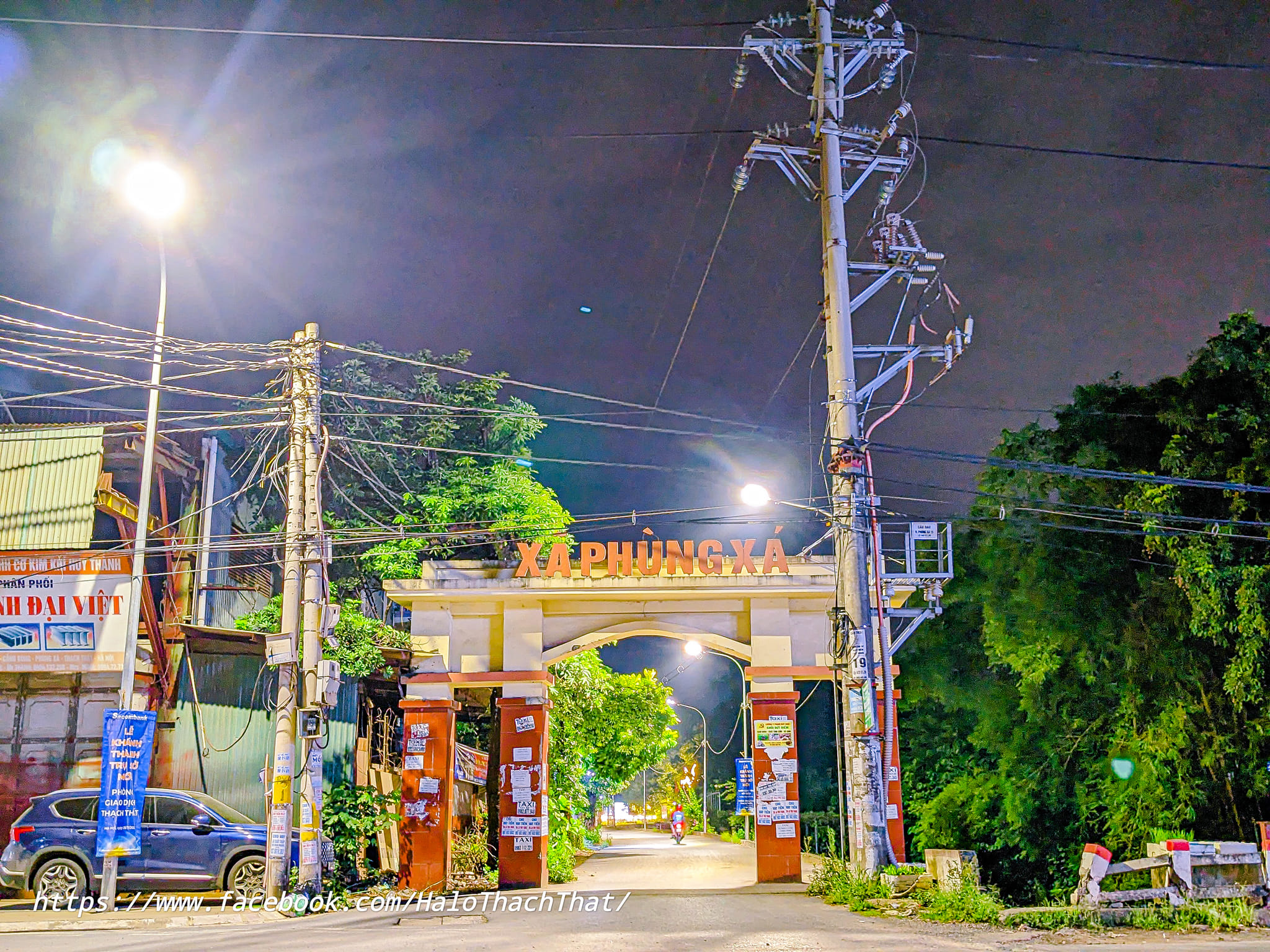
Đường vào xã Phùng Xá tại tỉnh lộ 419

Phùng Xá là một xã thuộc huyện Thạch Thất, thành phố Hà Nội, Việt Nam , xã có hai làng cổ nổi bật là Vĩnh Lộc và Bùng. Trong đó, Vĩnh Lộc được biết đến là làng nghề truyền thống, nơi người dân sinh sống bằng các nghề thủ công lâu đời. Còn Bùng lại nổi danh là làng học, nơi sản sinh ra nhiều thế hệ học trò xuất sắc và mang đậm truyền thống hiếu học của vùng đất Thạch Thất.

## Địa lý - Hành chính
Xã có diện tích 4,65 km², dân số năm 2021 là 13.195 người, mật độ dân số đạt 2.837 người/km².

## Lược sử
Xã Phùng Xá ngày nay gồm hai làng cổ là Phùng Thôn (tên nôm là làng Bùng) và Vĩnh Lộc. Theo tư liệu dân gian, làng Bùng xưa kia có tên là An Hoa Trang, là mảnh đất nổi danh không chỉ bởi truyền thống văn hóa mà còn bởi bề dày thành tựu trong học vấn và khoa bảng.
Trong khi đó, làng Vĩnh Lộc trước kia có tên gọi là làng Lọc (Dân gian còn gọi là Nủa Bừa), về sau được vua ban tên là Vĩnh Lộc – mang ý nghĩa "đời đời hưởng lộc của vua". Làng Vĩnh Lộc từ lâu đã nổi tiếng với nghề cơ kim khí truyền thống, chuyên chế tạo các dụng cụ nông nghiệp như cày, quốc, xẻng... phục vụ sản xuất cho cả một vùng rộng lớn.
Làng Bùng lại từng là nơi phát triển thịnh vượng nghề dệt chồi (hoặc sồi), lụa và lượt. Đặc biệt, các sản phẩm như khăn lượt, áo lượt, giấy lọc bột... đều phải dùng đến lượt Bùng – cho thấy trình độ tinh xảo của nghề dệt nơi đây từ thuở xa xưa. Không những vậy, làng Bùng còn được xem là mảnh đất học, nơi sản sinh ra nhiều bậc hiền tài, tiêu biểu là Trạng nguyên Phùng Khắc Khoan – người được mệnh danh là "Trạng Bùng", một danh sĩ lỗi lạc của thời Lê - Mạc. Đến ngày nay, nơi đây vẫn là quê hương của nhiều vị lãnh đạo cấp cao của huyện Thạch Thất cũng như thành phố Hà Nội.

## Dân cư
Phùng Xá là một trong những xã có diện tích rộng lớn của huyện Thạch Thất, thành phố Hà Nội. Về mặt dân cư, xã hiện được chia thành hai cộng đồng chính là dân cư làng Bùng và dân cư làng Vĩnh Lộc, mỗi làng mang một nét đặc trưng riêng về lịch sử, văn hóa và phân bố địa lý.
- Cộng đồng dân cư làng Vĩnh Lộc có sự phân bố rộng rãi, không chỉ trong địa bàn xã mà còn vươn ra cả các vùng lân cận. Chủ yếu người dân tập trung tại các khu vực truyền thống như Vĩnh Lộc 1, Vĩnh Lộc 2 và Vĩnh Lộc 3. Ngoài ra, một bộ phận lớn cư dân làng Vĩnh Lộc còn sinh sống và kinh doanh tại các khu công nghiệp được nhà nước quy hoạch hoặc do chính người dân địa phương đầu tư phát triển, tiêu biểu như:
  - Khu công nghiệp Phùng Xá,
  - Khu Duy Thịnh (tọa lạc trên địa bàn xã Bình Phú, do người dân Vĩnh Lộc mua lại phục vụ sản xuất – kinh doanh),
  - Khu Văn Minh,
  - Khu Đồng Vàng,
  - Và đặc biệt là khu dịch vụ Vĩnh Lộc – khu vực giáp ranh với xã Hữu Bằng, hiện nay đang thu hút đông đảo người dân Hữu Bằng đến mua, thuê đất để sinh sống và buôn bán.
- Trong khi đó, dân cư làng Bùng vẫn giữ được sự quần cư chặt chẽ, với gần như 100% người dân đang sinh sống tập trung tại Thôn Bùng – khu vực trung tâm của làng truyền thống, nơi lưu giữ những giá trị văn hóa – lịch sử lâu đời.

## Kinh tế

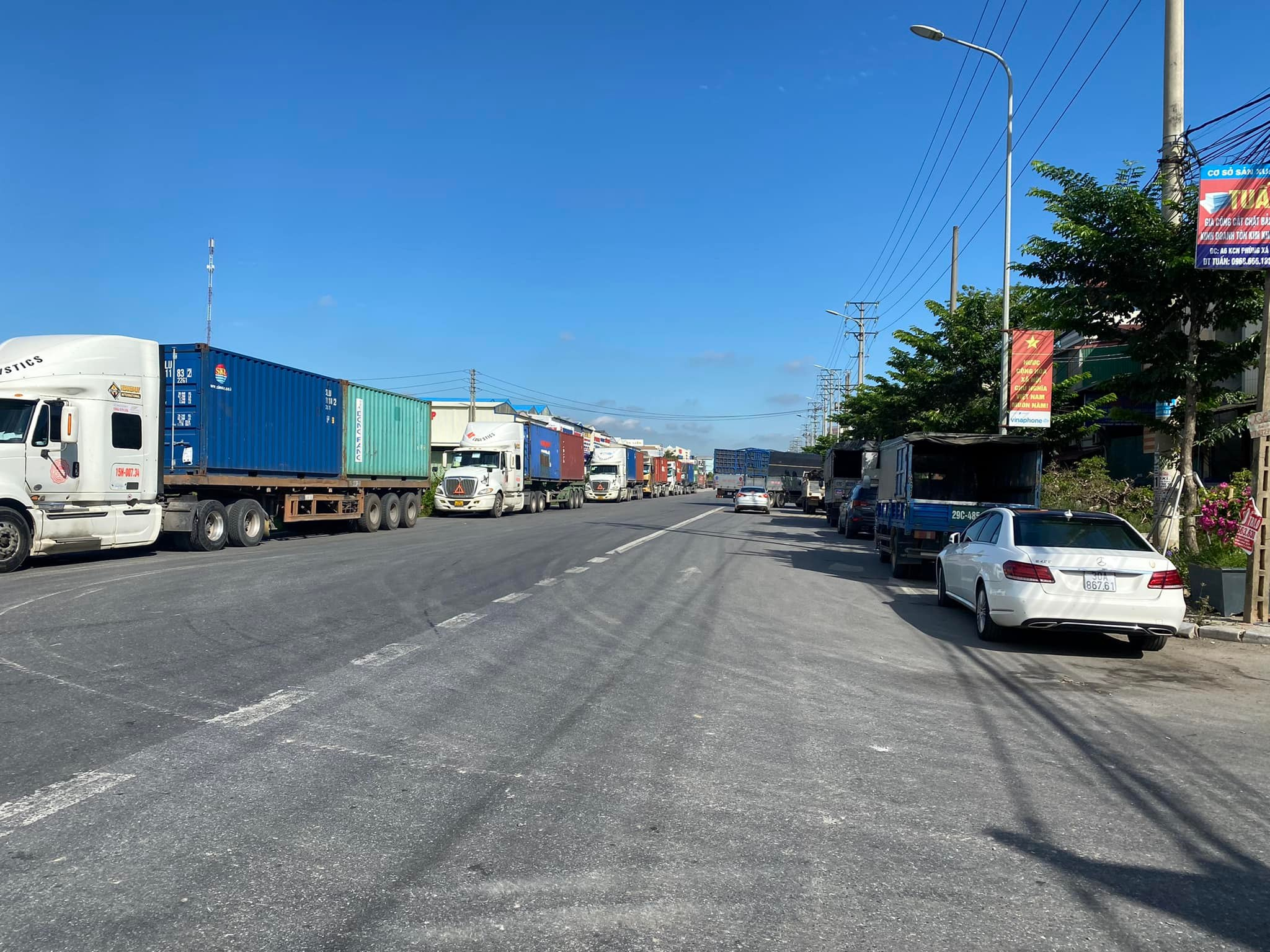
Các xe chở tôn thép đứng chờ dỡ hàng tại khu công nghiệp Phùng Xá

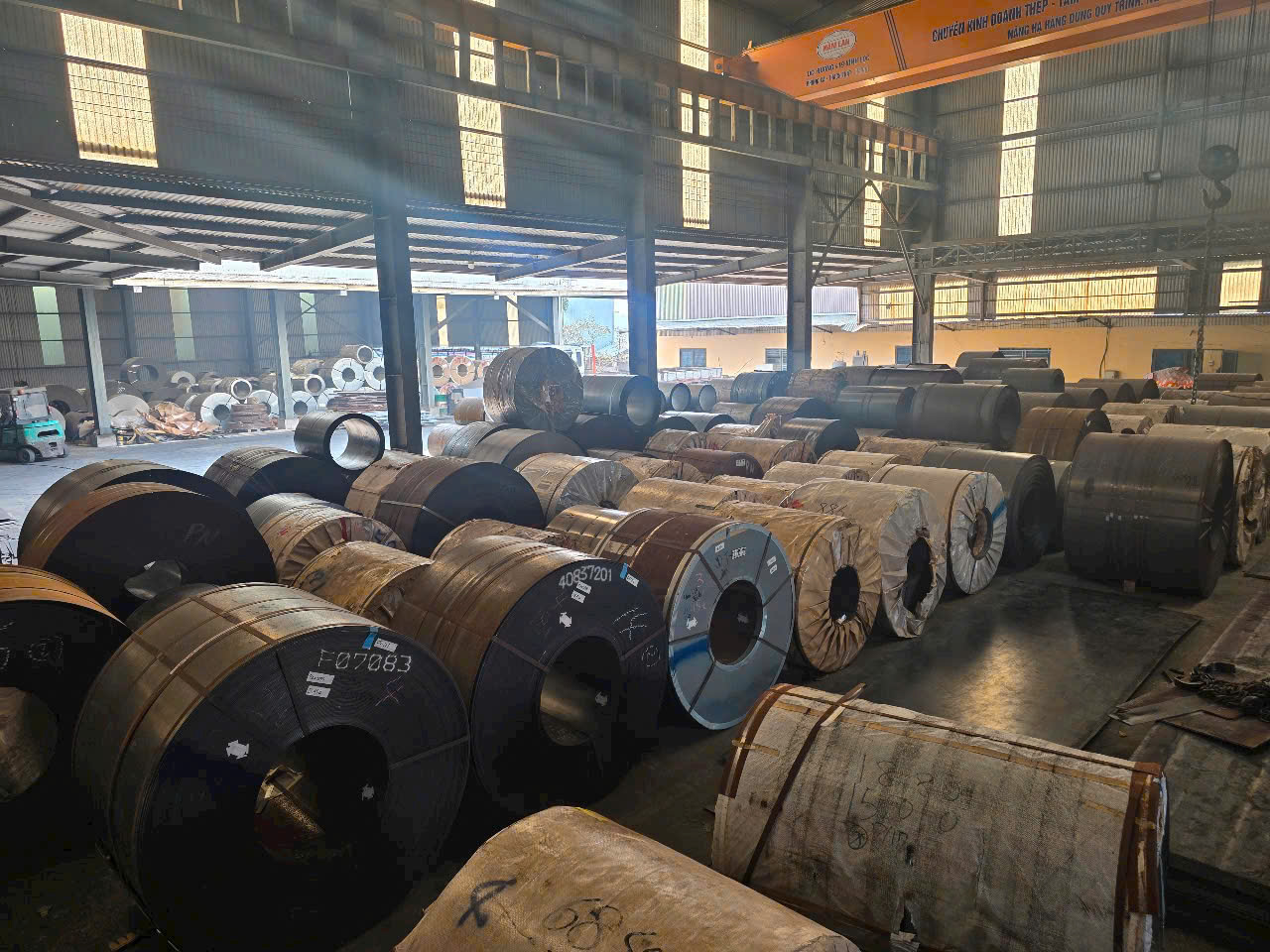
Kho xưởng của một doanh nghiệp Thép

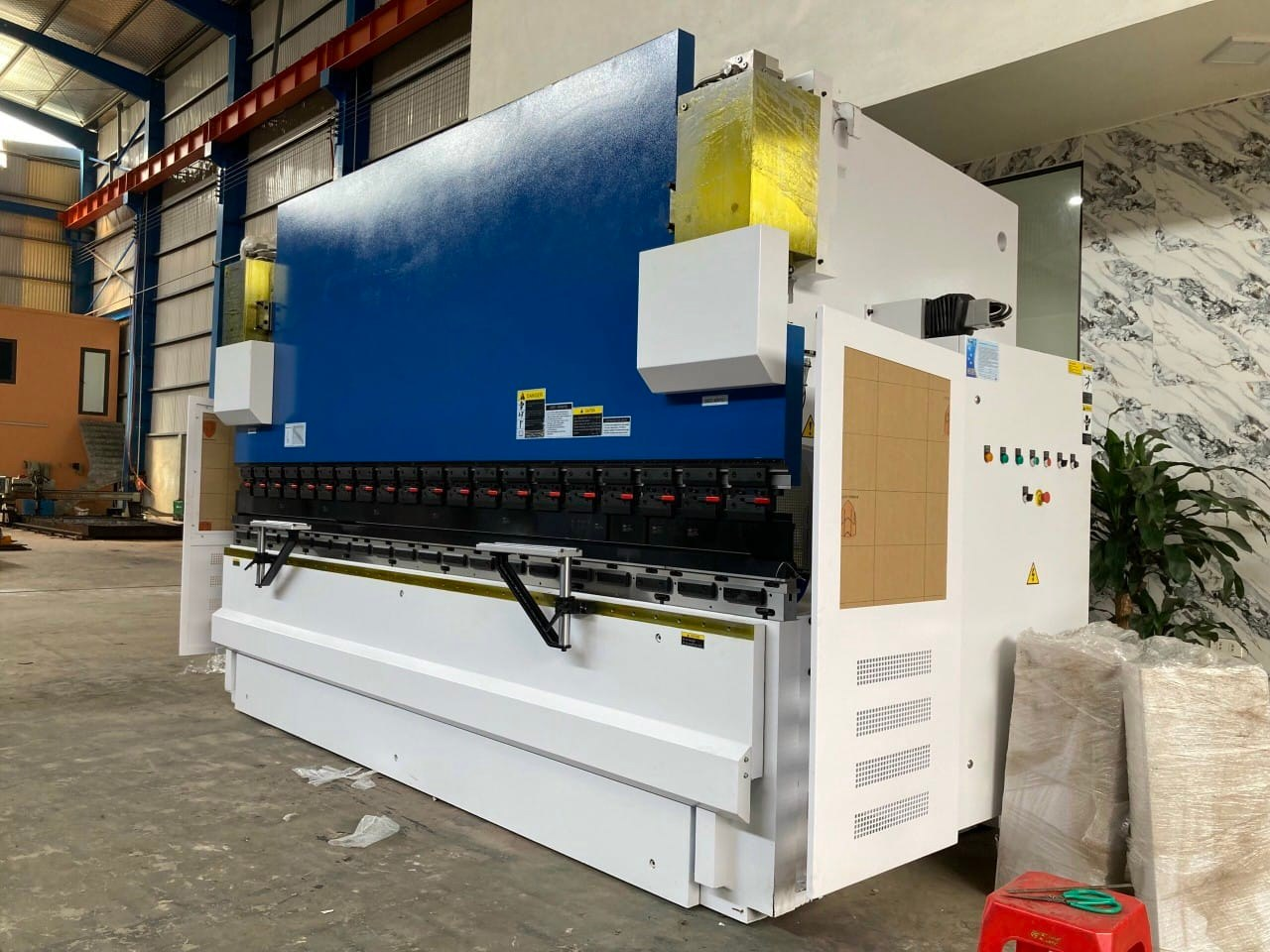
Máy chấn CNC của một doanh nghiệp địa phương

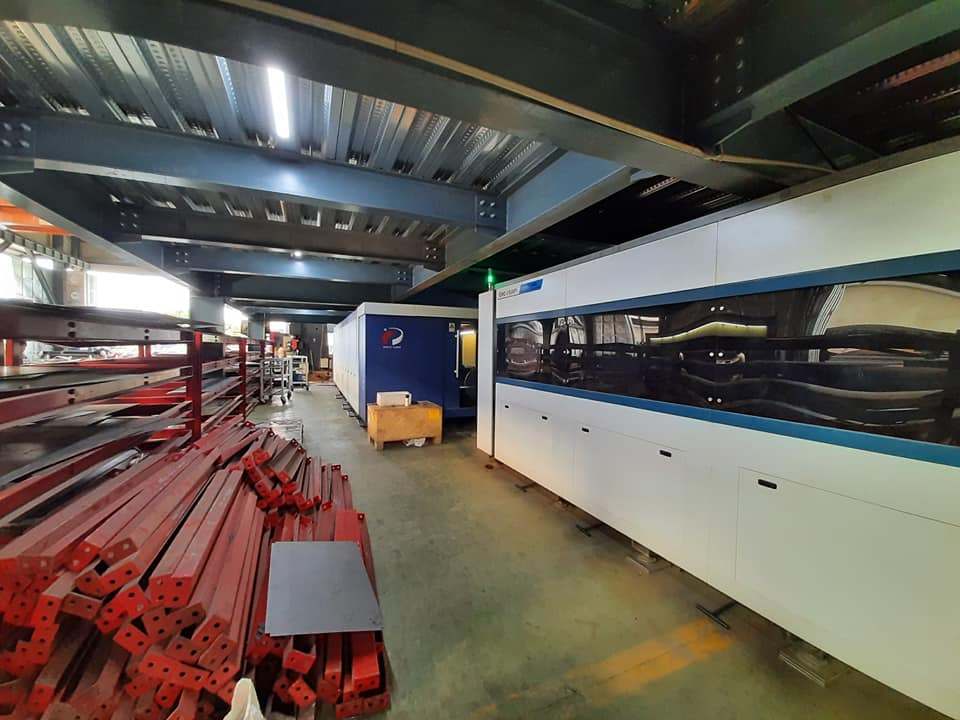
Máy cắt hiện đại của một doanh nghiệp gia công Thép

## Văn hóa
Lễ hội làng Bùng, xã Phùng Xá, huyện Thạch Thất, Hà Nội, là một sự kiện văn hóa truyền thống đặc sắc, diễn ra hàng năm từ ngày mùng 6 đến mùng 10 tháng Giêng âm lịch. Nét nổi bật nhất của lễ hội là hội vật truyền thống, thu hút đông đảo người dân địa phương và du khách tham gia.

### Giá trị văn hóa

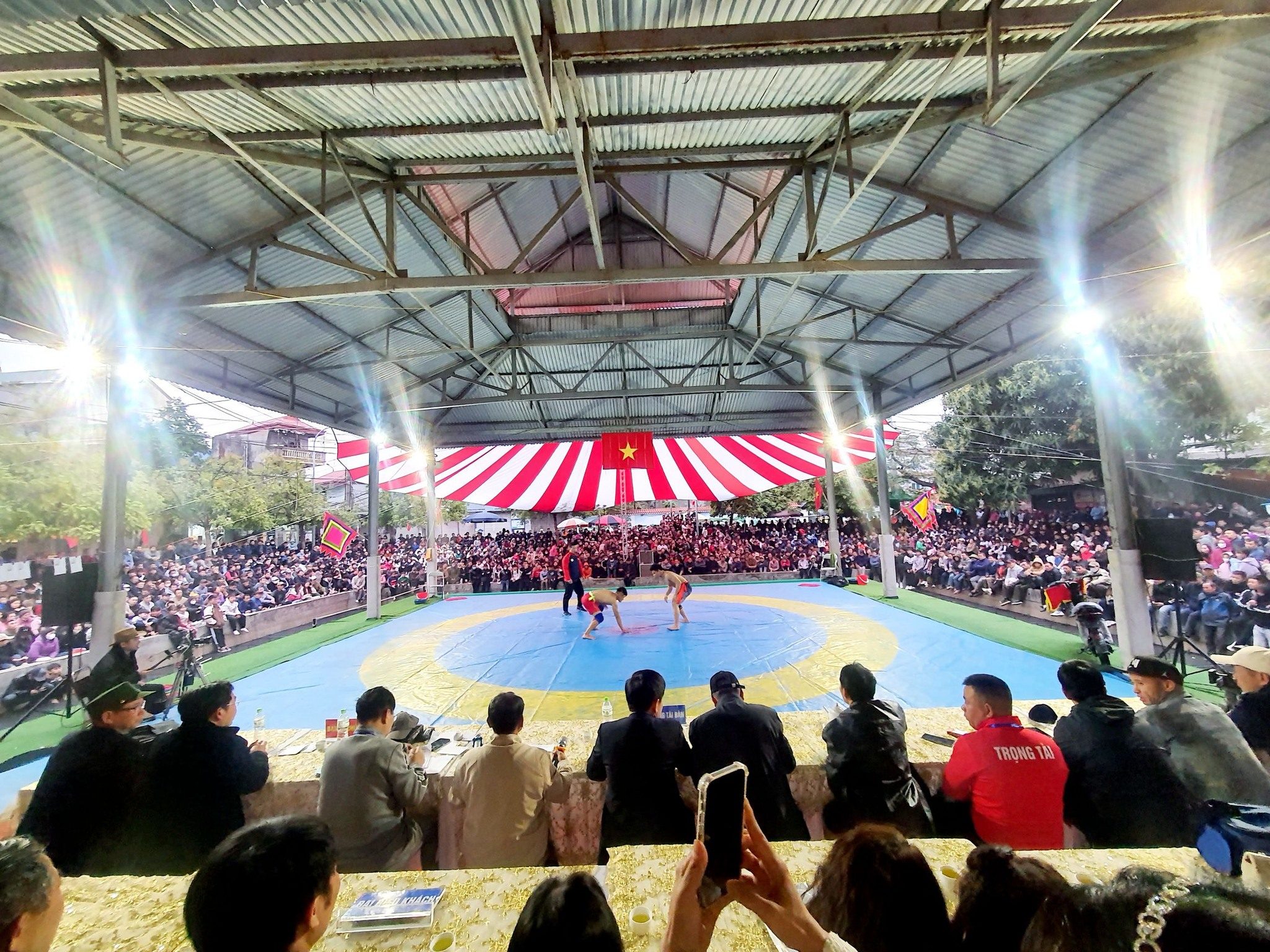
Hội vật làng Bùng diễn ra vào khoảng mùng 4 Tết nguyên đán

### Ý nghĩa văn hóa

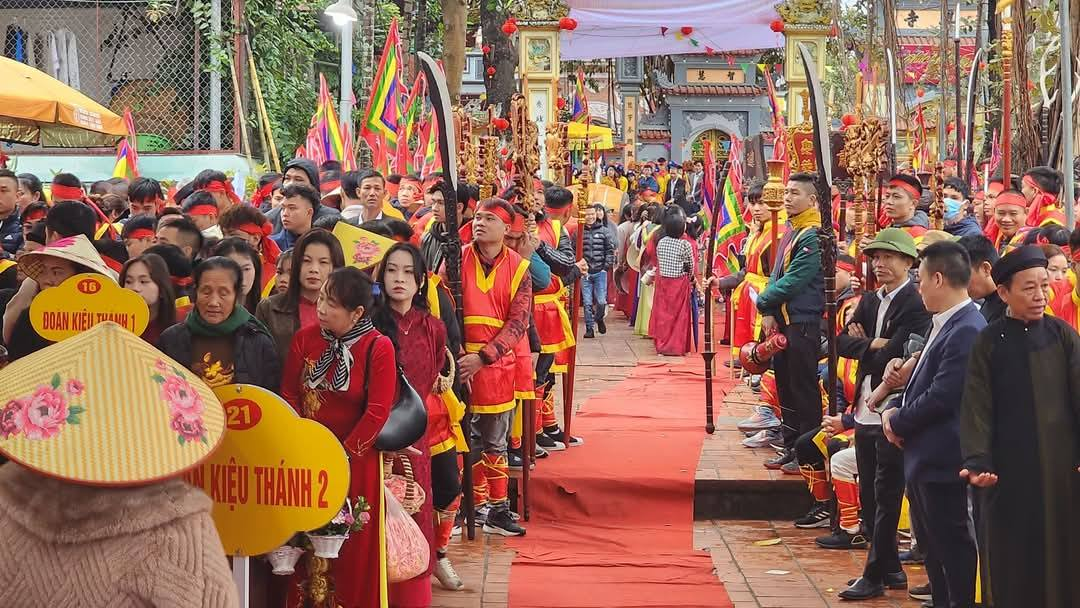
Một số hình ảnh về hoạt động hội làng Vĩnh Lộc 2025
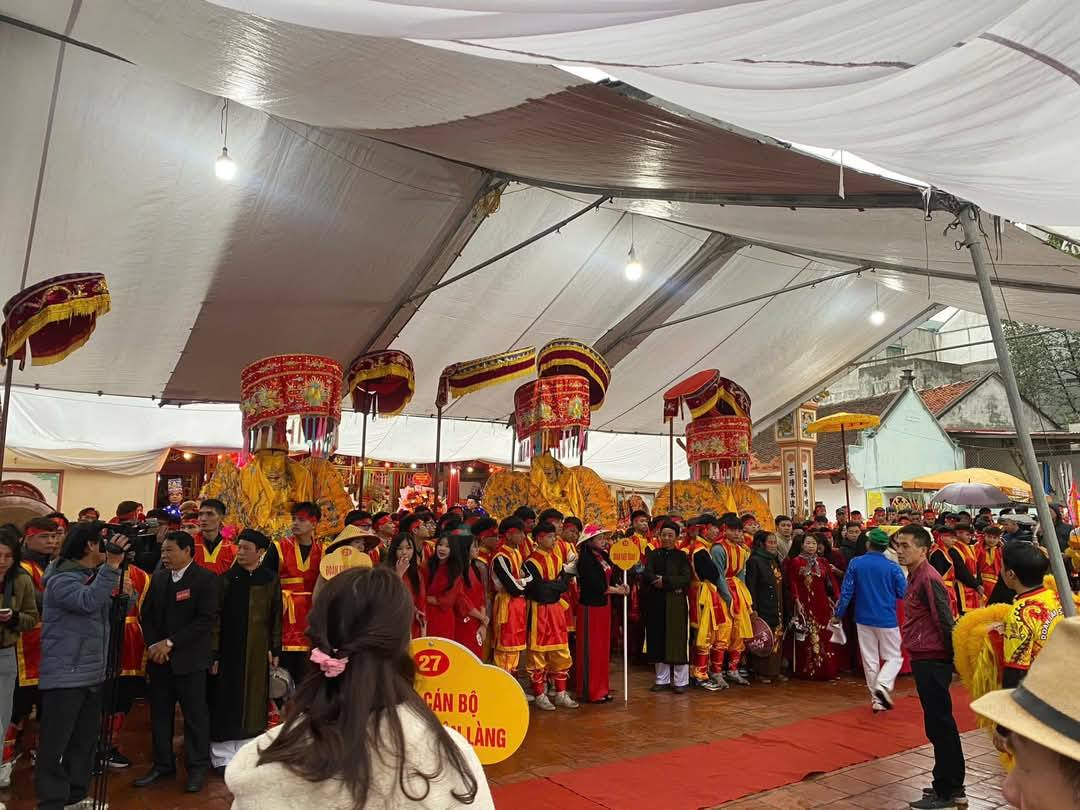
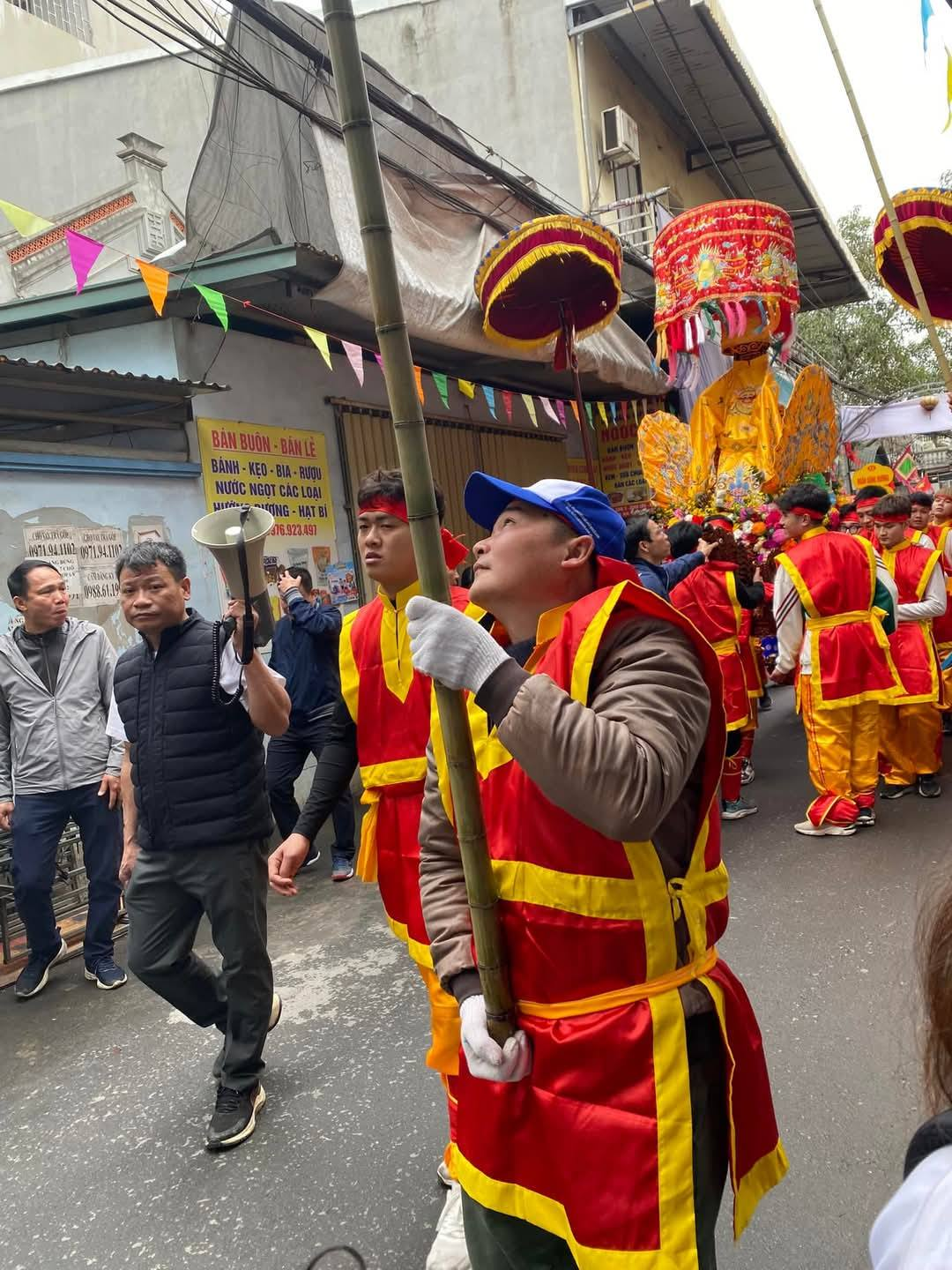
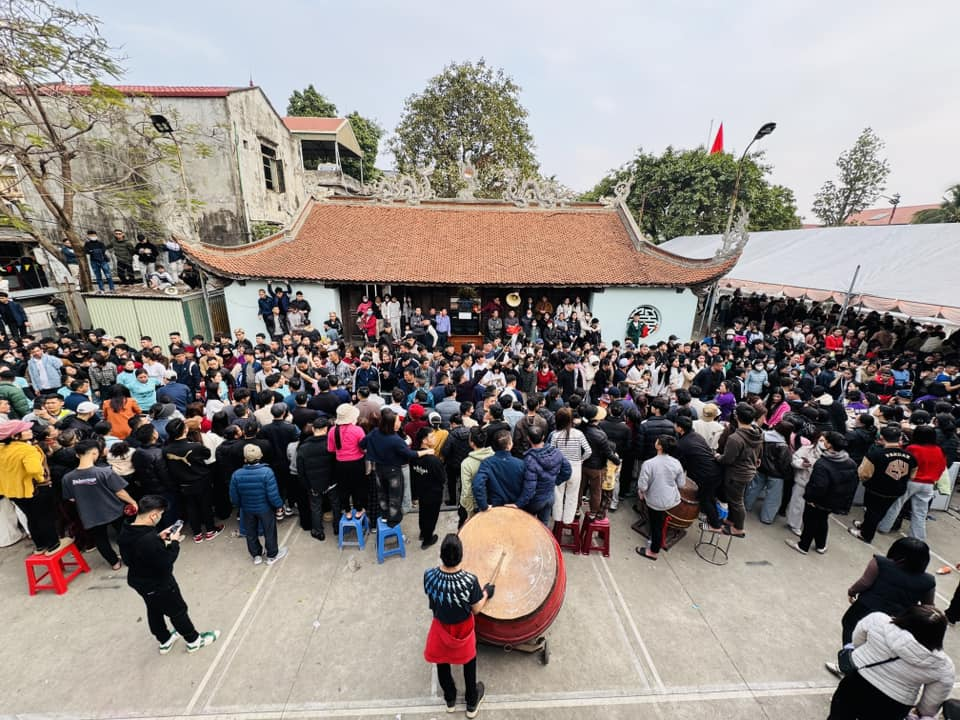
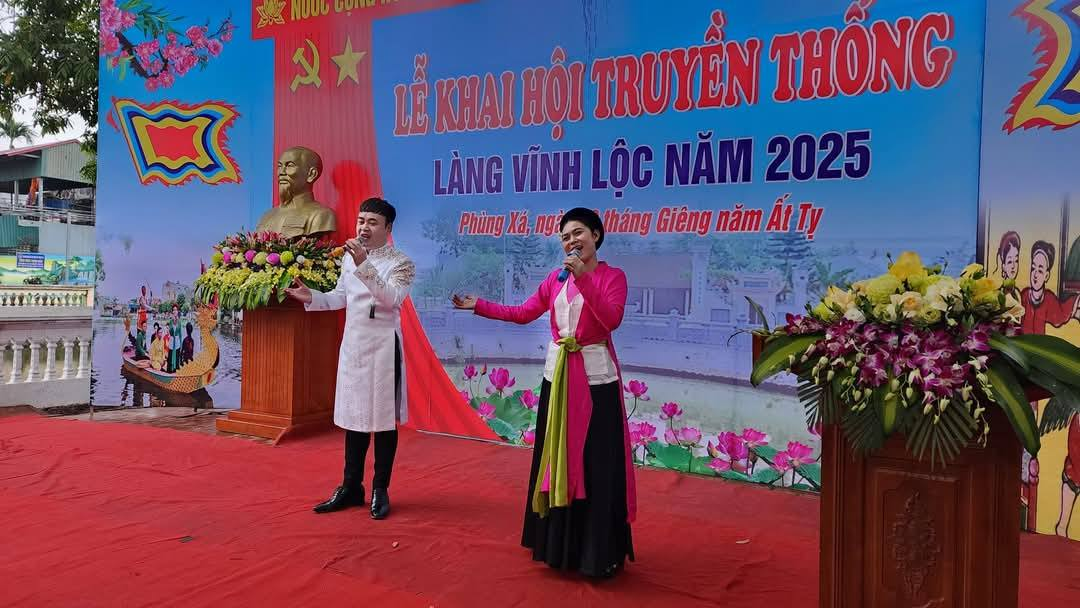
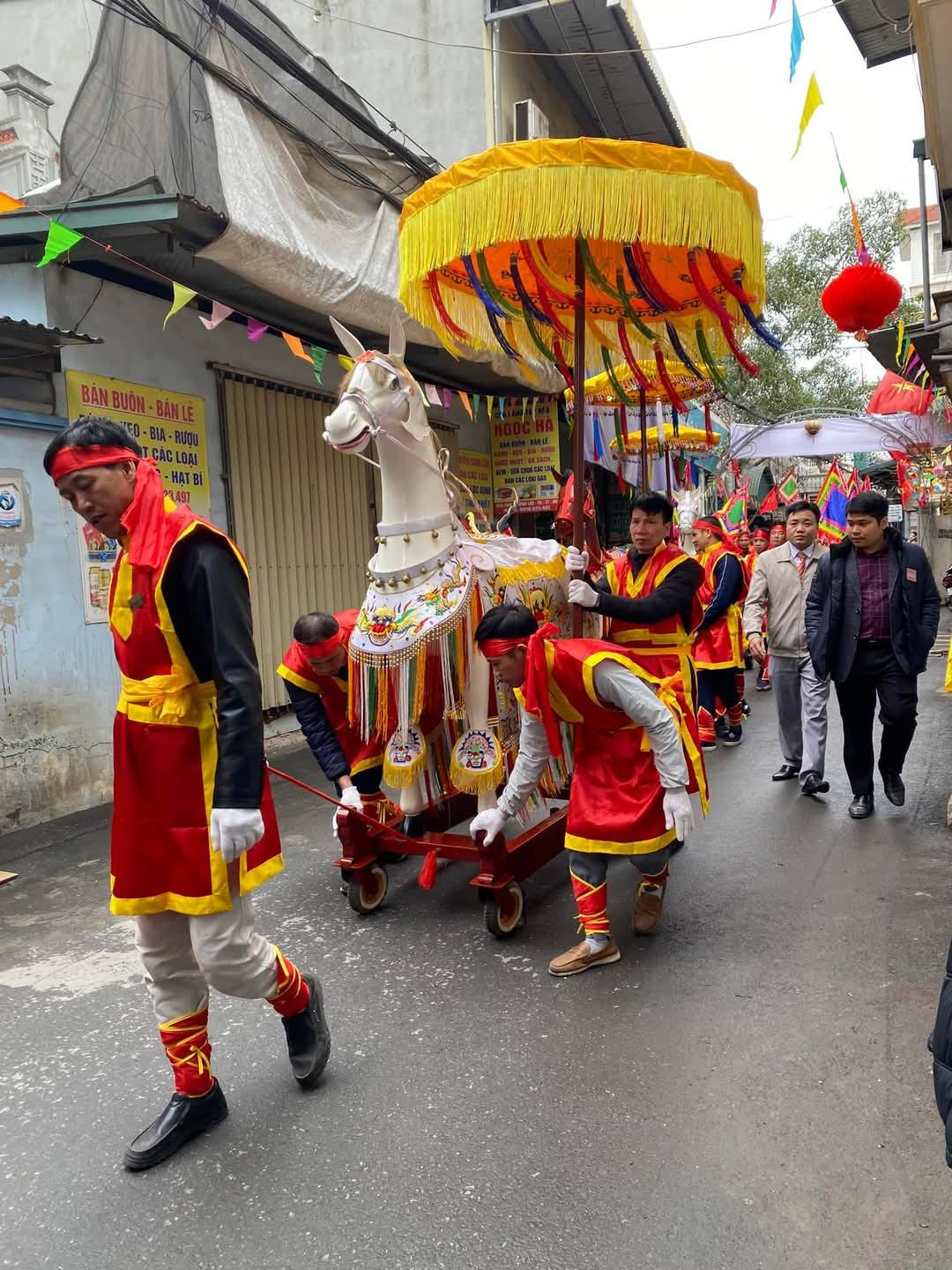

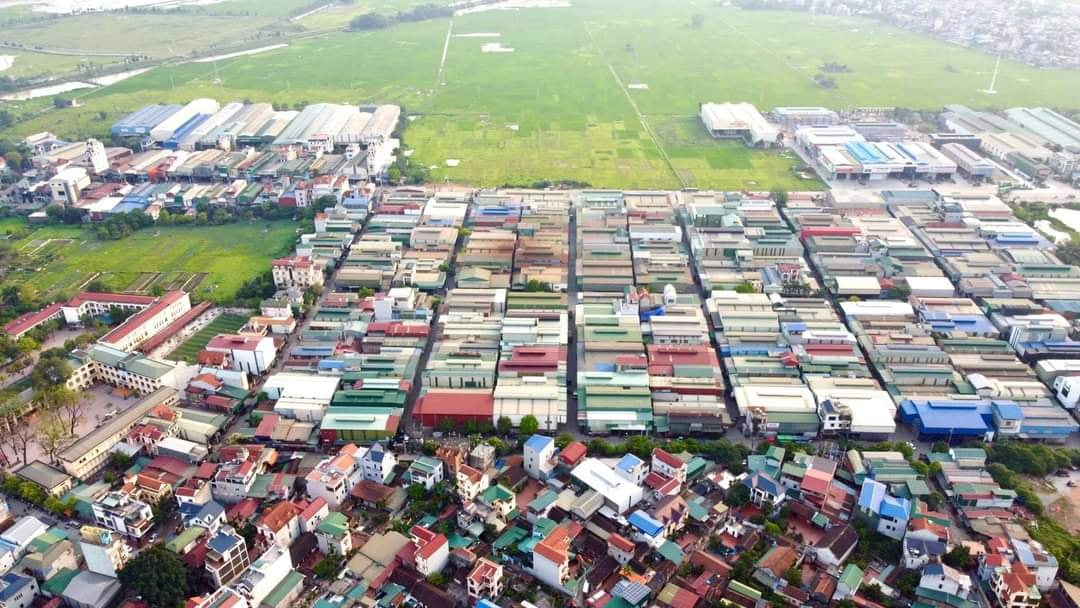
Khu công nghiệp làng nghề Phùng Xá